# Ouled Boudjemaa
Ouled Boudjemaa è un comune dell'Algeria, situato nella provincia di ʿAyn Temūshent.